# 1,1-Дифторэтан
1,1-Дифторэтан (фреон 152а, хладон 152а англ. 1,1Difluoroethane, 1,1-DFE, несимм-дифторэтан) — фторорганическое соединение с химической формулой C2H4F2. Бесцветный газ используется в качестве хладагента. Обозначается как R-152a (хладагент-152a) или HFC-152a (гидрофторуглерод −152a). Он также используется в качестве пропеллента для аэрозольных распылителей и в продуктах для газоочистки. В качестве альтернативы хлорфторуглеродам он имеет нулевой озоноразрушающий потенциал, более низкий потенциал глобального потепления (124) и более короткое время жизни в атмосфере (1,4 года). Классифицируется как «высоковоспламеняемый».

## Физические свойства
| Молярная масса                            | г/моль   | 66,1  |
| Температура кипения                       | °C       | -24   |
| Критическая температура                   | °C       | 113,3 |
| Средняя удельная теплоемкость             | кДж/кг*К | 1,803 |
| Критическое давление                      | МПа      | 4,52  |
| Вязкость                                  | мПа*с    | 0,16  |
| Теплопроводность                          | Вт/м*К   | 0,105 |
| Плотность                                 | кг/м3    | 899   |
| Энтальпия испарения                       | КДж/кг   | 279,1 |
| Потенциал разрушения озонового слоя (ODP) |          | 0     |
| Потенциал глобального потепления (GWP)    |          | 140   |

## Производство
1,1-Дифторэтан получают путем добавления фтороводорода к ацетилену с использованием ртути в качестве катализатора :
HCCH + 2HF → CH3CHF2
Промежуточным продуктом в этом процессе является мономерный предшественник поливинилфторида — винилфторид (C2H3F).

## Применение
1,1-дифторэтан стал применяться в качестве экологически чистой альтернативы фреону R134a, поскольку является продуктом с относительно низким индексом потенциала глобального потепления (ПГП) равным 124, и хорошими теплофизическими свойствами. Несмотря на его горючесть, он также имеет рабочее давление и объемную охлаждающую способность (VCC), аналогичные R134a, поэтому его можно использовать в больших чиллерах или в более конкретном применении, таком как теплообменники с оребрением с тепловыми трубками.
Дифторэтан также широко используется в газовых пылесосах и многих аэрозольных продуктах, особенно в тех, которые подвергаются строгим требованиям к летучим органическим соединениям (ЛОС).
Дифторэтан являемся полезным и удобным инструментом для обнаружения вакуумных утечек в системах ГХ-МС, поскольку его молекулярная масса составляет 66. Недорогой и свободно доступный газ имеет молекулярную массу и характер фрагментации отличный от всего, что есть в воздухе (базовый пик 51 m / z в типичном EI-MS, главный пик при 65 m / z) и если пики массы, соответствующие дифторэтану, наблюдаются сразу после распыления на предполагаемую точку утечки, утечки могут быть идентифицированы.

## Безопасность
1,1-Дифторэтан вызывает сердечную аритмию в повышенных концентрациях. Было несколько сообщений о автомобильных авариях с последующим смертельным исходом связанных с тем, что водители вдыхали 1,1-дифторэтан. Актриса Скай Маккол Бартусяк умерла из-за комбинированного воздействия дифторэтана и других препаратов. Из-за существующего злоупотребления ингалянтами некоторые бренды приняли решение специально добавлять в них горечь, однако даже эти меры не помешали широкому использованию этого продукта в качестве лекарственного средства.
Участница сериала "Голые и напуганные" (Naked and Afraid) Мелани Раушер (Melanie Rauscher) умерла при уборке дома, надышавшись дифторэтаном из баллонов с чистящим средством.
В исследовании DuPont крысы подвергались воздействию до 25000 частей на миллион (67 485 мг/м3) в течение шести часов в день, пять дней в неделю в течение двух лет. Такой уровень нежелательного воздействия данного вещества, не спровоцировал побочных эффектов. Однако длительное воздействие 1,1-дифторэтана на людей связывают с развитием ишемической болезни сердца и стенокардии.

## Нормирование
В соответствии с ГОСТ 12.1.007-76 1,1,-Дифторэтан относится к вредным веществам IV класса опасности. Рекомендуемая ПДК в воздухе рабочей зоны составляет 3000 мг/м³.